# Nacho Tahhan
Ignacio Tahhan (Santiago del Estero, 28 de enero de 1987) también conocido como Nacho Tahhan es un psicólogo, productor, músico y actor de teatro, cine y televisión argentino radicado en México. Es mayormente conocido por su participación en El club y Blue Demon.

## Biografía
Nació en Santiago del Estero en 1987, se recibió de psicólogo, su madre y hermano también estudiaron psicología. Refiere buena relación con toda su familia. En 2008 se mudó a Buenos Aires para desarrollarse en la actuación, debutando en el circuito teatral independiente de dicha ciudad.
En 2015 se mudó a la Ciudad de México buscando mayores oportunidades en el campo de la actuación. Ha participado en series como Blue Demon, El club, Caer en tentación y La negociadora.

## Vida personal
Mantuvo una relación con la actriz mexicana Estefanía Hinojosa.

## Filmografía

### Televisión
| Año     | Título                | Personaje               | Nota         |
| ------- | --------------------- | ----------------------- | ------------ |
| 2017    | Blue Demon            | Daniel Porier           | 24 episodios |
| 2017-18 | Caer en tentación     | Miguel Villegas         | 21 episodios |
| 2018    | El recluso            | Evaristo Galindo        | 4 episodios  |
| 2018    | El secreto de Selena  | Ed Mkinstry             | 1 episodio   |
| 2019    | El club               | Gonzalo Cisneros        | 25 episodios |
| 2020    | La negociadora        | Agustín Negrete (Joven) | 12 episodios |
| 2021    | Te acuerdas de mí     | Bernardo                | Rol estelar  |
| 2022    | Los hermanos Salvador | Rogelio Salvador        | 10 Episodios |
| 2022    | Mujer de nadie        | Leonardo                | Rol estelar  |
| 2023    | Más allá de ti        | James Harris            |              |
| 2023    | Vencer la culpa       | Walter Rossi            | Rol estelar  |

### Cine
| Año  | Título                 | Personaje        | Nota         |
| ---- | ---------------------- | ---------------- | ------------ |
| 2016 | Soy Buenos Aires       | pasajero         | cortometraje |
| 2016 | Tus Feromonas Me Matan |                  |              |
| 2016 | Los Hermanos Salvador  | Rogelio Salvador | cortometraje |
| 2017 | Cómo cortar a tu patán | novio sano       |              |
| 2019 | Locos por la herencia  | masajista        |              |